# Gronops
Gronops är ett släkte av skalbaggar som beskrevs av Carl Johan Schönherr 1823. Gronops ingår i familjen vivlar.

## Dottertaxa tillGronops, i alfabetisk ordning[1][2]
- Gronops albonotatus
- Gronops amputatus
- Gronops braunsi
- Gronops capensis
- Gronops c-nigrum
- Gronops costatus
- Gronops curtulus
- Gronops elevatus
- Gronops fasciatus
- Gronops fulvocretosus
- Gronops inaequalis
- Gronops jekeli
- Gronops lateniger
- Gronops luctuosus
- Gronops lunatus
- Gronops oberti
- Gronops oneili
- Gronops oranensis
- Gronops pallidulus
- Gronops parvicollis
- Gronops percussor
- Gronops postdentatus
- Gronops pretiosus
- Gronops proletarius
- Gronops punctirostris
- Gronops pygmaeus
- Gronops rubricatus
- Gronops rubricus
- Gronops semenovi
- Gronops seminiger
- Gronops sibiricus
- Gronops squalidus
- Gronops sulcatus
- Gronops syriacus
- Gronops tristiculus
- Gronops vaulogeri
- Gronops vestitus